# Руда (приток Тетерева)
Руда — река на Украине в Житомирском районе Житомирской области. Левый приток Тетерева (бассейн Днепра). Длина составляет 6,7 км.
На реке сооружено три крупных пруда.
Берёт начало в дубово-берёзовом лесном массиве урочища Вацковская Дача. Протекает через село Гадзинка. Далее по правому берегу расположено село Березина, а в низовье по обоим берегам находятся Великие Кошарища.
В нижнем течении на берегах находятся обширные лесопосадки, здесь же в Руду слева впадает крупнейший приток.
При впадении в Тетерев имеет двухметровый водопад.